# (17902) Britbaker
(17902) Britbaker (1999 FM26) – planetoida z grupy pasa głównego asteroid okrążająca Słońce w ciągu 3,54 lat w średniej odległości 2,32 j.a. Odkryta 19 marca 1999 roku.